# Романенко Василь Кирилович
Василь Кирилович Романенко (1903, село Бориси, тепер Глобинського району Полтавської області — березень 1965, місто Рівне Рівненської області) — український радянський діяч, голова виконавчого комітету Ровенської міської ради депутатів трудящих (1951—1958).

## Біографія
Народився в бідній селянській родині. У 1921 році закінчив Кременчуцький вчительський інститут.
У 1921—1941 роках — вчитель сільських шкіл на Полтавщині.
З 1941 року — в Червоній армії, учасник німецько-радянської війни. Служив помічником командира роти 23-го окремого батальйону повітряного спостереження, сповіщення і зв'язку 9-го корпусу Протиповітряної оборони.
Член ВКП(б) з 1944 року.
У 1946—1947 роках — заступник завідувача Ровенського обласного відділу народної освіти.
15 січня 1948 — 1951 року — заступник голови виконавчого комітету Ровенської обласної ради депутатів трудящих.
У 1951—1958 роках — голова виконавчого комітету Ровенської міської ради депутатів трудящих.
З 1958 року — персональний пенсіонер у місті Ровно (Рівне). Помер після важкої тривалої хвороби на початку березня 1965 року.

## Звання
- молодший лейтенант

## Нагороди
- орден «Знак Пошани»
- орден Червоної Зірки (23.07.1945)
- медалі